# 日野資名
日野 資名（ひの すけな、弘安9年〈1286年〉 - 暦応元年〈1338年〉）は、鎌倉時代後期から南北朝時代にかけての公卿。藤原北家真夏流日野家、権大納言・日野俊光の長男。官位は正二位・権大納言。日野家18代当主。

## 経歴
永仁4年（1296年)、左兵衛佐に任官すると、正和4年（1315年）には参議に昇り、文保元年（1317年）に権中納言に昇進して、元徳2年（1330年）には正二位となった。
元弘元年（1331年）に鎌倉幕府が大覚寺統の後醍醐天皇を廃して持明院統の光厳天皇を擁立した際には後醍醐天皇からの三種の神器の伝授に関与した。以後は光厳天皇の寵愛を受けて同年に按察使、翌年には権大納言に任命される。
正慶2年/元弘3年（1333年）、足利尊氏の寝返りによって六波羅探題が陥落した際、六波羅探題北方の北条仲時らと共に光厳天皇・後伏見上皇・花園上皇を奉じて京都から脱出する。しかし、逃走中に佐々木導誉が差し向けたとも言われる野伏に阻まれて近江国番場宿にある蓮華寺で仲時らは自刃、資名はそこで出家した。
建武2年（1335年）、足利尊氏が今度は後醍醐天皇から離反して独立すると後醍醐天皇から朝敵とされてしまった。尊氏は後醍醐天皇に対抗する持明院統の天皇を擁立し、後醍醐天皇側の新田義貞などを逆に朝敵にせんと考え、光厳上皇の側近である資名に接近した。資名は尊氏の意を受けて光厳上皇の院宣を弟の三宝院賢俊と図って貰い受けるや、すぐに尊氏が滞在していた備後国鞆津に賢俊を遣わし、院宣を手渡させた。
暦応3年（1338年）、薨去。享年53。

## 系譜
- 父：日野俊光
- 母：阿野寛子（阿野公寛の娘）
- 後室：芝禅尼
  - 女子：日野宣子 - 後光厳天皇典侍
- 生母不明の子女
  - 男子：日野時光 - 日野家19代
  - 男子：日野氏光
  - 女子：日野名子 - 西園寺公宗正室